# Klaus Ploog
Klaus H. Ploog (* 27. September 1941) ist ein deutscher Chemiker und Materialwissenschaftler. Er war von 1992 bis 2006 Direktor des Paul-Drude-Instituts für Festkörperelektronik.

## Leben und Ausbildung
Ploogs Schulzeit dauerte von 1948 bis 1961. Von 1961 bis 1963 studierte er Chemie an der Christian-Albrechts-Universität zu Kiel und wechselte darauf von 1964 bis 1967 an die Ludwig-Maximilians-Universität München (LMU), wo er 1967 als Diplom-Chemiker seinen Abschluss machte. Anschließend promovierte Ploog von 1967 bis 1969 an der Ludwig-Maximilians-Universität München und schloss 1970 seine Promotion mit summa cum laude ab. Es folgten Anstellungen an der LMU (1970–1971 mit Tenure-Track), von 1971 bis 1973 an der Rheinischen Friedrich-Wilhelms-Universität Bonn und dem Forschungszentrum Jülich und von 1974 bis 1987 als Forscher am Max-Planck-Institut für Festkörperforschung in Stuttgart. Von 1987 bis 1991 wirkte Ploog hier als außerordentlicher Professor, bevor er von 1991 bis 1993 an die Technische Universität Darmstadt als Professor berufen wurde. 
1992 wurde Ploog Direktor des Paul-Drude-Instituts für Festkörperelektronik in Berlin. Dieses Amt hatte er bis 2006 inne. 1993 wurde er als Professor an die Humboldt-Universität zu Berlin berufen.
2001 war Ploog als Gastprofessor an der Technischen Universität Eindhoven tätig. 2004 wurde er Fellow des Institute of Physics. Im Laufe der Jahre folgten viele Gastaufenthalte an diversen Universitäten und Instituten. 2006 wurde Ploog in den Ruhestand versetzt, worauf er als Gastprofessor an das Tokyo Institute of Technology wechselte.
Ploog gehört zu den 100 meistzitierten Wissenschaftlern in der Physik weltweit. Er hat mehr als 1500 Veröffentlichungen verfasst und wurde damit über 30.000 mal zitiert.

## Forschungsschwerpunkte
Klaus Ploog war schon in den 1970er Jahren einer der Wegbereiter der Molekularstrahlepitaxie (MBE) in Europa. Die MBE-Technik verwendete er für die Produktion geschichteter Halbleiterstrukturen. Da die Dicke und die Grenzflächen auf atomarer Ebenen eingestellt werden können, war es möglich, definierte elektronische Eigenschaften zu gestalten. In den 1980er Jahren wurden durch Ploog komplizierte III-V-Verbindungshalbleiter hergestellt. Damit wurde es möglich, Quanten-Phänomene experimentell nachzuweisen, die theoretisch vorhergesagt wurden.

## Auszeichnungen und Ehrungen
- 1983: Technologie-Transferpreis des Bundesforschungsministeriums[2]
- 1989: Preis der Italienischen Physikalischen Gesellschaft[1]
- 1990: Philip Morris Forschungspreis[2]
- 1998: IBERDROLA ciencia y Technologia Award[1]
- 1999: Max-Planck-Forschungspreis für internationale Kooperation[2]
- 2003: Welker Award[3]
- 2007: Eugen-und-Ilse-Seibold-Preis[5]
- 2007: Tsungming-Tu-Preis[4]